# Wing (luftvåben)
 For alternative betydninger, se Wing. (Se også artikler, som begynder med Wing)
En Wing er et låneord, hentet fra det britiske luftvåben Royal Air Force (RAF) og betegner en flyverafdeling på to til fire eskadriller. 
I RAF samles tre wings i en Group. I USAF består en Wing af tre Groups, der igen består af tre eskadriller. 
I US Navy består en Carrier Air Wing af syv eskadriller og hed tidligere Carrier Air Group. 
Flyvevåbnet bruger RAF's definition.
Ved forsvarsforliget i 2004 indførtes betegnelsen "wing" i Danmark i stedet for flyvestation, således at der fremover kun findes Fighter Wing Skrydstrup, Helicopter Wing Karup og Air Transport Wing Aalborg. 
Flyvestation Værløse blev ikke til en wing, da den blev nedlagt. 
Derudover blev der etableret Combat Support Wing, der støtter de øvrige wings med IT, nærforsvar og andre støttefunktioner. 
Air Control Wing overtog overvågningen af luftrummet fra Kontrol- og Luftforsvarsgruppen (KLG).

## Note
1. ↑  Factsheets om Flyvevåbnets enhederHentet 29. juni 2010 Arkiveret 16. juni 2010 hos  Wayback Machine